# Guild (ökológia)
A guildek a fajok olyan csoportjai, amelyek függetlenül attól, hogy rokonságban állnak-e egymással, ugyanazokat a forrásokat ugyanazzal a módszerrel hasznosítják, ezért ugyanazt az ökológiai fülkét foglalják el. A szó legelőször 1967-ben, Richard B. Root egy szúnyogkapóféle faj ökológiai fülkéjéről szóló tanulmányában bukkant fel.
A guildek közé tartoznak például a graminoid fűfélék, a cserjék, a fák, a kúszónövények, az ízeltlábúak, vagy akár egy trópusi esőerdő nektárral táplálkozó madarai.
A guild tagjainak nem kell azonos szokásokkal rendelkezniük, ahogy az a fűevő kenguru és a juh esetében is megfigyelhető. A besorolásuk az alapján történik, miképp táplálkoznak, hogyan jutnak hozzá a tápanyagokhoz, és hogy mennyire mobilisak. Az azonos források kihasználása miatt a guilden belüli fajoknak szükségképpen versengeniük kell egymással. Az ilyen fajok közötti stabil együttéléshez megfelelő nagyságú niche különbségre van szükség.

## Fordítás
- Ez a szócikk részben vagy egészben a Guild (ecology) című angol Wikipédia-szócikk ezen változatának fordításán alapul.  Az eredeti cikk szerkesztőit annak laptörténete sorolja fel. Ez a jelzés csupán a megfogalmazás eredetét és a szerzői jogokat jelzi, nem szolgál a cikkben szereplő információk forrásmegjelöléseként.